# 히말라야 아열대 송림
히말라야 아열대 송림(Himalayan subtropical pine forests)은 부탄, 인도, 네팔, 파키스탄에 걸쳐있는 커다란 아열대 구과수림이다.
히말라야산맥의 고도가 비교적 낮은 지역에, 서로는 파키스탄의 펀자브 주에서 잠무 카슈미르를 거쳐 네팔, 부탄, 그리고 동쪽으로 시킴에 이르기까지 3천 킬로미터 길이로 뻗쳐 있다.